# SN 2007kc
SN 2007kc – supernowa odkryta 21 września 2007 roku w galaktyce UGC 8400. W momencie odkrycia miała maksymalną jasność 15,80m.